# Cangetta crocoptila
Cangetta crocoptila là một loài bướm đêm trong họ Crambidae.